# Gaspard II de Coligny
Gaspard II de Coligny (16 tháng 2 năm 1519 – 24 tháng 8 năm 1572), là Đô đốc Hải quân Pháp, và là lãnh tụ phong trào Huguenot (nhóm tín hữu Kháng Cách Pháp); Coligny xuất thân từ một gia đình quý tộc ở Bourgogne. Gia đình Coligny có nguồn gốc từ thế kỷ 11, tham gia triều chính từ thời trị vì của Louis XI của Pháp (1461 – 1483).

## Tiểu sử
Cha ông, Gaspard I de Coligny, được mệnh danh là "Thống chế của Châtillon" và đã tham gia vào các cuộc chiến chống Ý trong khoảng thời gian 1495 – 1515, được phong hàm Thống chế Pháp năm 1516. Mẹ ông, Louise de Montmorency, sinh ba người con trai: Odet, Hồng y của Châtillon, Gaspard và François, Seigneur của Andelot. Cả ba đều thủ giữ những vai trò quan trọng trong giai đoạn đầu của cuộc Chiến tranh Tôn giáo.
Sinh tại Châtillon-sur-Loing, đến tuổi hai mươi hai Gaspard de Coligny đến phục vụ tại triều đình. Từ đó nảy sinh tình bạn với Francis, Công tước của Giuse.
Trong chiến dịch năm 1543, Coligny nổi bật với lòng dũng cảm, bị thương trong cuộc vây hãm thành Montmédy và Bains. Năm 1544, ông tham gia chiến dịch Ý dưới quyền của François de Bourbon, Bá tước Enghien và được phong tước hiệp sĩ tại mặt trận Ceresole. Trở về Pháp, Coligny tham gia các cuộc hành quân khác; được phong Thượng tướng Bộ binh (colonel général de l'infanterie) tháng 4 năm 1547, chứng tỏ tài năng và mưu lược của một nhà cải cách quân sự. Trong năm ấy, ông kết hôn với Charlotte de Laval (qua đời năm 1568). Khi Claude d'Annebaut qua đời năm 1552, ông được phong hàm Đô đốc Pháp. Năm 1557, Coligny được giao nhiệm vụ bảo vệ Saint-Quentin. Trong khi bị vây hãm, Coligny thể hiện lòng dũng cảm, tính quyết đoán và sức mạnh của nhân cách, nhưng Saint-Quentin bị thất thủ, ông bị bắt giữ trong thành L’Ecluse. Nhờ số tiền chuộc trị giá 50.000 crown, ông được trả tự do.
Vào lúc này, do ảnh hưởng của em trai ông, François, Gaspard de Coligny chấp nhận đức tin Kháng Cách và trở nên thành viên của nhóm Huguenot. Bức thư đầu tiên John Calvin gởi ông đề ngày 4 tháng 9 năm 1558. Ông hoạt động bí mật nhằm bảo vệ những người cùng đức tin, xây dựng một khu định cư ở Brasil để họ trú thân, dưới sự lãnh đạo của một người bạn, Phó Đô đốc Nicolas Durand de Villegaignon, người đã thành lập khu định cư Pháp mang tên France Antarctique ở Rio de Janeiro năm 1555. Năm 1567, người Pháp đã bị người Bồ Đào Nha trục xuất khỏi nơi này.
Sau khi vua Henri II qua đời, Coligny và Louis, Hoàng thân xứ Condé trở nên lãnh tụ nhóm Huguenot, đưa ra yêu cầu bảo đảm sự khoan dung tôn giáo cùng một số cải cách khác. Năm 1560, tại cuộc họp của Viện Quý tộc (Assemblée des notables) tại Fontainebleau, thái độ thù nghịch giữa Coligny và Francis của Giuse bộc phát dữ dội. Khi cuộc nội chiến bùng nổ năm 1562, sau khi chần chừ trong một thời gian dài, Coligny quyết định cầm vũ khí để chiến đấu, nhưng luôn sẵn sàng thương thuyết. Trong chiến trận ông không bộc lộ tài năng quân sự vượt trội, nhưng hành động với sự khôn ngoan, cẩn trọng và lòng kiên trì; ông là "le héros de la mauvaise fortune" - người anh hùng của sự thiếu may mắn.
Năm 1569, Hoàng thân Condé bị bại trận và thiệt mạng ở trận Jarnac, và Coligny trở nên nhà lãnh đạo duy nhất của quân đội Kháng cách. Chiến thắng tại Arnay-le-Duc giúp ông kiến tạo hoà bình qua Hoà ước Saint-Germain (1570). Sau khi kết hôn với Jacqueline de Montbel, Nữ bá tước xứ Entremont, Coligny trở lại triều đình và mau chóng chiếm được thiện cảm của vua Pháp là Charles IX. Tìm cách giải thoát nhà vua khỏi vòng kiềm toả của thái hậu và phe nhà Guise, Coligny khuyên nhà vua dời xuống xứ Nam Hà Lan (lúc đó thuộc Tây Ban Nha) và tổ chức quân đội với sự tham gia của cả hai giáo phái (Công giáo và Kháng Cách), đặt dưới quyền chỉ huy của nhà vua. Sự ưu ái của nhà vua dành cho Đô đốc Coligny và thái độ dạn dĩ của người Huguenot khiến thái hậu (Catherine de' Medici) quan ngại, và hệ quả của sự quan ngại này là vụ Thảm sát Ngày lễ Thánh Barthélemy.

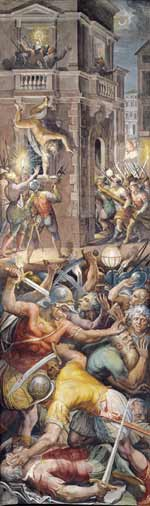
Thảm sát Gaspard de Coligny, bích họa của Giorgio Vasari

Ngày 22 tháng 8 năm 1572, Coligny bị bắn trên đường phố bởi Maurevel, một tay ám sát được thái hậu trả tiền; song viên đạn chỉ cắt đứt một ngón trên bàn tay phải và gây thương tích cho khuỷ tay của ông. Nhà vua đến thăm nhưng không thể bàn bạc riêng với Coligny do thái hậu ngăn cản. Đêm 24 tháng 8, đêm của cuộc thảm sát, Coligny bị tấn công ngay tại nhà riêng, một tôi tớ của Công tước Giuse, được biết đến với tên Besme, sát hại và ném ông qua cửa sổ xuống vườn nhà ông. Tất cả văn kiện giấy tờ của Coligny bị thu giữ và đốt sạch bởi thái hậu Catherine.
Trong số những người con sinh bởi người vợ trước, Charlotte de Laval, Gaspard de Coligny có:
- Louise de Coligny, kết hôn lần đầu với Charles de Téligny, sau đó với William the Silent, Hoàng thân xứ Orange,
- François de Coligny, Đô đốc Guienne, một trung thần của vua Henri IV của Pháp (Gaspard de Coligny (1584 – 1646), con trai của François, là Thống chế Pháp trong thời trị vì của vua Louis XIV
- Charles de Coligny, Hầu tước của Andelot

Với người vợ sau, Jacqueline de Montbel, Gaspard chỉ có một người con gái:
- Beatrice de Coligny

## Tưởng niệm
Những địa danh mang tên Coligny:
- Coligny, Nam Phi
- Fort Coligny, Rio de Janeiro, Brasil
- Châtillon-Coligny, Pháp